# Чангі (гра)
Чангі (장기, 將 棋) — настільна гра шахового типу, поширена в Кореї. Вважається похідною від китайської гри сянці. Використовує практично аналогічну сянці дошку, той самий набір фігур, відрізняється правилами ходів.

## Правила гри

### Дошка
У Чангі грають на прямокутній дошці, розкресленій вертикальними і горизонтальними лініями, 9 × 10 ліній (9 вертикалей і 10 горизонталей). При грі, як в го або рендзю, фігури ставляться на перетинання ліній, звані пунктами. Дев'ять пунктів на стороні кожного гравця, утворені перетинами трьох найближчих до гравця горизонталей і трьох центральних вертикалей, утворюють палац — він виділяється діагональними лініями,  що проходять через центральне і кутові поля палацу. Палац впливає на ходи деяких фігур.
Відмінністю від дошки сянці є те, що на дошці Чангі немає річки — в просторі між п'ятою та шостою горизонталлю лінії вертикалей не перериваються, і всім фігурам, крім генералів і охоронців, доступна вся дошка.

### Фігури і ходи
Обидва гравці отримують однакові комплекти фігур, кожен — свого кольору. Традиційно один комплект має зелений або синій колір, другий — червоний. Традиційною формою фігур Чангі є плоскі восьмикутники з нанесеними на них ієрогліфами позначеннями. Червоні фігури позначаються звичайними ханча, зелені (сині) - стародавнім каліграфічним варіантом. 
|  |  |  |  |  |  |  |

У Північній Кореї можуть бути написи хангилем, а в Західній Європі і США поряд з нормальними іноді продаються комплекти, де фігури позначені "загальнозрозумілими" малюнками.
Фігури мають три різні розміри — чим більш важливою вважається фігура, тим вона більша. Першими в партії ходять зелені, потім ходи робляться по черзі.
Кожен комплект включає шістнадцять фігур: генерала, двох охоронців, двох слонів, двох коней, дві колісниці, дві гармати і п'ять солдатів. Склад фігур той самий, що в сянці, частина фігур ходить аналогічно, частина — відмінним від сянці чином.
Фігури Чангі можуть робити або звичайні ходи, або ходи зі взяттям. Хід із взяттям може робитися, коли на кінцевому полі, куди ходить фігура, стоїть фігура противника. При взятті фігура противника знімається з дошки, а взяла її фігура стає на її місце. На відміну від європейських шахів, в Чангі всі фігури ходять так само, як і б'ють (в шахах пішак робить звичайний хід одним чином, хід зі взяттям — іншим). Взяті фігури знімаються з дошки і більш в даній партії не з'являються.
Існує оригінальне правило в розставі фігур: на відміну від інших шахових ігор, де початкова розстава зазвичай фіксована, в Чангі гравці можуть змінювати положення слонів і коней. У стандартній розставі фігури йдуть в «шаховому» порядку: колісниця, кінь, слон, охоронець, генерал (на другий горизонталі), охоронець, слон, кінь, колісниця. Але гравець має право поміняти місцями слонів і коней. Відповідно до прийнятої традиції, після жеребкування кольору (виконуваної цілком звичним європейцям чином: один з гравців затискає в руках пішаки (солдат) різного кольору, інший вибирає одну з рук, таким чином отримуючи той чи інший колір) спочатку свої фігури розставляє грає червоними, і тільки потім — грає зеленими. Вважається, що це дає зеленим деякий стратегічну перевагу: розставляючи свої фігури другим, цей гравець може за своїм бажанням або скопіювати положення слонів і коней супротивника, або вибрати протилежне. Можливі 10 різних варіантів початкової розстави.
У Північній Кореї може використовуватись розстава з переставлянням колісниць і слонів.

#### Генерал
На початку партії перебуває на центральному пункті палацу. Пункт позаду генерала залишається порожнім.
Ходить на одну клітку по вертикалі або горизонталі, а також по  діагональним лініях, що з'єднують кути палацу з центральним його пунктом. Може переміщатися тільки в межах палацу. Генерал — головна фігура, її втрата означає програш партії. Тому заборонено залишати свого генерала під боєм фігури супротивника. Також заборонено залишати свого генерала в протистоянні з генералом противника, тобто в положенні, коли генерали стоять на одній вертикалі і між ними немає фігур.

#### Охоронець
У початковій позиції знаходяться на першій горизонталі, на кутових пунктах палацу.
Ходить так само, як генерал — на одне поле по вертикалі, горизонталі та зазначеним діагоналям, не може виходити за межі палацу. Через обмежену області дії вважається досить слабкою фігурою, в партії використовується практично тільки для охорони генерала.

#### Кінь
На початку партії коні розташовуються на першій горизонталі, на другій або третій вертикалях від країв дошки.
Ходить аналогічно коню в сянці — за один хід робить два рухи — спочатку на одну клітку по вертикалі або горизонталі, потім на одну клітку по діагоналі вправо або вліво від напрямку першого руху. Кінь в Чанг — лінійна фігура, він не «стрибає» через поля, а переміщається в площині дошки, тому будь-яка фігура, як своя, так і ворожа, що стоїть на сусідньому з конем по вертикалі або горизонталі поле, блокує його рух в даному напрямку.

#### Слон
Слони в початковій розставі приміщаються на першій горизонталі, праворуч і ліворуч від охоронців, або на одну вертикаль далі від них.
Хід слона в Чангі абсолютно оригінальний. Він являє собою «подовжений» хід коня: слон ходить на одну клітку по вертикалі або горизонталі, а потім по прямій на дві клітини по діагоналі вправо або вліво від напрямку першого руху. Як і кінь, слон є лінійною фігурою, переміщується в площині дошки, тому будь-яка фігура, своя або ворожа, що стоїть на одному з проміжних пунктів його руху, блокує відповідний хід.
На відміну від сянці, де слони призначаються виключно для оборони і не можуть виходити за межі своєї половини дошки (перетинати річку), в Чангі вони можуть вільно діяти по всій дошці.

#### Колісниця
У початковій розставі колісниці розташовуються на кутових полях дошки. Колісниця — аналог однойменної фігури сянці або шахової тури. Вона ходить на будь-яку відстань по вертикалі або по горизонталі, в межах одного ходу переміщаючись тільки по прямій. Крім цього, в межах палацу колісниця може рухатися по зазначеним діагоналям, також тільки по прямій.

#### Гармата
Гармата може ходити і бити фігури супротивника тільки перестрибуючи через іншу свою або чужу фігуру. Звичайний (без взяття) хід робиться по вертикалі або горизонталі, в напрямку, де стоїть якась фігура, за якою є один або більше вільний пункт. Гармата при ході перестрибує через цю фігуру і ставиться на будь-яке за нею вільне поле. Між початковим і кінцевим полем переміщення гармати повинна бути рівно одна фігура, якщо фігур більше або немає зовсім — хід не допускається.
Гармата може взяти (побити) фігуру противника, що стоїть на одній з нею вертикалі або горизонталі за будь-якою своєю чи ворожою фігурою. При взятті гармата, як і при звичайному ході, перестрибує через фігуру, що стоїть між початковим і кінцевим полем, і ставиться на місце взятої фігури. Для взяття необхідно, щоб між гарматою і береться фігурою перебувала рівно одна фігура (неважливо, якого кольору). Відповідно, гармата загрожує всім полям, що знаходяться на одній вертикалі або горизонталі з нею, після будь-якої своєї або ворожої фігури. Щоб захистити фігуру від загрози гармати противника, можна, крім очевидних дій (побити гармату або прибрати свою фігуру з-під загрози), видалити фігуру, через яку гармата повинна стрибнути при ударі, або ввести між гарматою і фігурою, що ії потрібно захистити, ще одну фігуру — бити через дві фігури гармата не може. Дві фігури свого кольору, що стоять поруч на одній вертикалі або горизонталі з гарматою, є для неї нездоланною перешкодою — перестрибнути дві фігури гармата не може, а бити свої фігури не можна.
В межах палацу гармата може рухатися і бити по зазначеним діагоналям згідно з властивим ій правилом. Тобто для того, щоб піти по діагоналі палацу, гармата повинна стояти на кутовому пункті, на центральному пункті повинна перебувати якась фігура, а порожнє поле, на яке робиться хід, або фігура противника, яку потрібно побити, повинна стояти на протилежному кутку палацу. При русі через палац по вертикалях і горизонталях гармата ходить точно так само, як на будь-який інший частині дошки.
Гармата не може стрибати через свою або чужу гармату і не може бити гармату противника. Крім того, неможливо робити перший хід у партії гарматою.
Гармата — фігура із змінною силою. На початковому етапі партії, поки на дошці багато фігур, через які гармата може стрибати, вона є дуже сильною і рухливою фігурою. У міру вибуття фігур з гри у гармат стає все менше можливостей ходити і бити фігури супротивника — їх сила зменшується.

#### Солдат
Солдат ходить на одну клітку вперед, вправо або вліво. Крім того, в межах ворожого палацу він може ходити по зазначеним діагоналям, на одну клітку за хід, але тільки вперед. Солдат, на відміну від шахового пішака, б'є так само, як і ходить. Солдат, який дійшов до останньої горизонталі дошки, може рухатися тільки убік.

### Порядок ходів
Першими ходять зелені, потім ходи робляться по черзі. Якщо гравець не може зробити за правилами жодного ходу, він пропускає свій хід, але якщо хоч один хід можливий, відмовитися від свого ходу не можна. Заборонені ходи, які ставлять свого генерала під удар (тобто на поле, якому загрожує фігура противника).

### Завершення партії
Як в більшості шахових ігор, партія закінчується, якщо одному з гравців вдалося поставити мат генералу іншого, тобто створити позицію, коли генерал противника знаходиться під боєм і противник не може наступним своїм ходом прикрити його або вивести з-під удару. Якщо у обох гравців не залишилося достатньо фігур, щоб можна було оголосити мат, фіксується нічия.
Через наявність правила пропуску ходу пат в Чангі неможливий — гравець, який не має можливості ходити, просто пропустить хід. У надзвичайно рідкісному випадку взаємного пата (коли жоден з гравців не має жодного ходу за правилами) — оголошується нічия.
Нічия також присуджується в разі, якщо після ходу гравця генерали опинилися один навпроти одного (кожен в своєму палаці), між ними немає ніяких фігур, а другий гравець (той, чия черга ходити) не може ані забрати свого генерала від протистояння, ні ввести між генералами якусь свою фігуру.
Також існує правило форсованої нічиєї: якщо один з гравців своїм ходом викликав протистояння генералів (як в попередньому випадку), але у противника є допустимі ходи, то противник може, за власним вибором, або перервати протистояння, або оголосити нічию. Це правило дозволяє в деяких випадках врятувати безнадійну партію: гравець може оголосити нічию, якщо в результаті ходу, який перериває протистояння генералів, він поніс би істотні втрати. Правило форсованої нічиєї не загальноприйняте, і застосовується тільки тоді, коли гравці до початку партії домовилися його додержувати.
В офіційних турнірах застосовуються правила, які виключають можливість нічиєї. Для цього при нічийному результаті партії виробляється підрахунок очок. Очки нараховуються за ті фігури, які на момент завершення партії залишилися у гравців на дошці:
- Колісниця — 13 очок
- Гармата — 7 очок
- Кінь — 5 очок
- Слон — 3 очка
- Охоронець — 3 очка
- Солдат — 2 очка

Додатково гравець червоними отримує 1,5 очка компенсації за те, що зелені ходили першими. За результатами підрахунку той, у кого очок більше, оголошується переможцем. Нецілій розмір компенсації за перший хід призводить до того, що рівність числа очок неможлива, отже, нічиїх в офіційних партіях не буває.

## Відмінності від сянці
З огляду на абсолютно очевидну подібность Чангі до китайських шахів сянці, має сенс виділити відмінності в правилах цих ігор.
- Дошка для Чангі не має річки, яка в сянці обмежує рух слонів та змінює ходи пішаків.
- Всі фігури, окрім генералів і охоронців, можуть ходити по всій дошці.
- У початковій розставі генерал стоїть на перетині середньої вертикалі і другої від гравця горизонталі (в сянці генерал стоїть на першій горизонталі).
- Гравці можуть поміняти місцями слонів і коней в початковій розставі.

Відрізняються ходи фігур:
- Генерал ходить по вертикалях, горизонталях і зазначеним діагоналям палацу (в сянці — тільки по вертикалях і горизонталях).
- Охоронці ходять по вертикалях, горизонталях і зазначеним діагоналям палацу (в сянці — тільки по діагоналях).
- Хід слона схожий на хід коня — перед тим, як переміститися на дві клітини по діагоналі, слон робить рух на одну клітку по вертикалі або горизонталі (в сянці слон просто ходить на дві клітини по діагоналі).
- Хід гармати відбувається стрибком через іншу фігуру, незалежно від того, береться фігура противника чи ні (в сянці гармата б'є, стрибаючи через фігуру, але тихий хід робить аналогічно колісниці).
- Солдат може ходити вперед, вправо або вліво на всій дошці (в сянці ходи убік дозволені тільки за річкою).
- Всі фігури, які ходять по вертикалях і горизонталях, потрапивши до палацу, можуть також ходити, дотримуючись основних принципів свого руху, по зазначеним діагоналям палацу. У сянці такого правила немає.
- Дозволено хід, що викликає протистояння генералів при відсутності між ними фігур.
- Існує правило форсованої нічиєю при протистоянні генералів.
- Правило пропуску ходу.